# Municipalità regionale della contea di Beauce-Sartigan
La municipalità regionale di contea di Beauce-Sartigan è una municipalità regionale di contea del Canada, localizzata nella provincia del Québec, nella regione di Chaudière-Appalaches.
Il suo capoluogo è Saint-Georges.

## Suddivisioni
City e Town
- Saint-Georges

Municipalità
- Saint-Benoît-Labre
- Saint-Côme–Linière
- Saint-Éphrem-de-Beauce
- Saint-Évariste-de-Forsyth
- Saint-Gédéon-de-Beauce
- Saint-Honoré-de-Shenley
- Saint-Philibert
- Saint-Simon-les-Mines
- Saint-Théophil

Parrocchie
- Notre-Dame-des-Pins
- Saint-Hilaire-de-Dorset
- Saint-Martin
- Saint-René

Villaggi
- Lac-Poulin
- La Guadeloupe